# Endoxyla encalypti
Endoxyla encalypti là một loài bướm đêm thuộc họ Cossidae.

## Hình ảnh

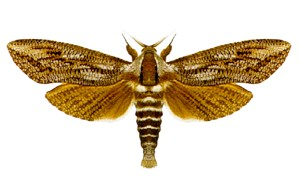